# Tom i Viv
Tom i Viv (ang. Tom & Viv) – amerykańsko-brytyjsko dramat biograficzny z 1994 roku w reżyserii Briana Gilberta. Adaptacje sztuki autorstwa Michaela Hastingsa. Zdjęcia kręcono w Londynie i Oksfordzie.
Film opowiada historię związku, jaki łączył pisarza-noblistę T.S. Eliota i jego znaną ze skandali pierwszą żonę Vivienne Haigh-Wood.

## Obsada
- Willem Dafoe − Tom Eliot
- Miranda Richardson − Vivienne Haigh-Wood
- Rosemary Harris − Rose Haigh-Wood
- Tim Dutton − Maurice Haigh-Wood
- Nickolas Grace − Bertrand Russell
- Geoffrey Bayldon − Harwent
- Clare Holman − Louise Purdon
- Philip Locke − Charles Haigh-Wood
- Joanna McCallum − Virginia Woolf
- Joseph O’Conor − biskup Oksfordu

i inni

## Nagrody i nominacje
Oscary za rok 1994
- Najlepsza aktorka - Miranda Richardson (nominacja)
- Najlepsza aktorka drugoplanowa - Rosemary Harris (nominacja)

Złote Globy 1994
- Najlepsza aktorka dramatyczna - Miranda Richardson (nominacja)

Nagrody BAFTA 1993
- Nagroda im. Alexandra Kordy dla najlepszego brytyjskiego filmu - Marc Samuelson, Harvey Kass, Peter Samuelson, Brian Gilbert (nominacja)
- Najlepsza aktorka - Miranda Richardson (nominacja)